# Parcul Venus
Parcul Venus, cunoscut anterior ca Parcul Operei, aflat în sectorul 1 al municipiului București, cu o suprafață de 3,5 hectare, este situat pe malul stâng al Dâmboviței, între Strada Știrbei Vodă, Calea Plevnei și Opera Română.
În secolul al XIX-lea terenul actualului parc era străbătut de vechea albie a râului Dâmbovița și făcea parte din moșia unei văduve bogate, Marghioala Procopie Canusis, al cărei tată era grec. Aici se afla, atestată în documente de pe la 1830, așa numita grădină a lui Procopie, mai târziu Grădina Procopoaiei.
Denumirea de „parcul Operei” a fost purtată până în 2012, când, după costisitoare lucrări de reamenajare, parcul a fost denumit „parcul Venus”. În prezent, „parcul Operei” a rămas doar peluza dintre Statuia lui George Enescu din București și intrarea în Opera Română, cu cele două alei de acces.
Denumirea „Venus” vine de la numele uneia dintre cele mai valoroase echipe de fotbal din perioada interbelică, Venus București, al cărei stadion, inaugurat în 1928, se afla pe locul actualului parc, chiar lângă locul unde avea să se construiască Opera. Arena „Venus”a fost demolată în 1953, anul în care a început ridicarea clădirii Operei Române. Pe terenul rămas viran a fost construit complexul TCB (Tenis Club București) care la rândul lui a fost demolat la sfârșitul anilor `80.

## Galerie de fotografii
În parc a fost organizată o rotondă înconjurată de busturile a 5 oameni de știință români, toate busturile fiind realizate de sculptorul Istoc Ionel:

Bustul lui Alexandru Cișmigiu
Bustul lui Emilian Ţiţaru
Bustul lui Panaite Mazilu
Bustul lui Petru Vernescu
Bustul lui Victor Popescu